# Garðarr Svavarsson
Garðarr Svavarsson (schwedisch Gardar Svavarsson) war ein schwedischer Wikinger des 9. Jahrhunderts, der großen Anteil an der Entdeckung Islands hatte.
Ein großer Sturm bei Pentland Firth drückte sein Schiff nach Norden, bis er die östliche Küste Islands erreichte. Garðarr Svavarsson war zwar nicht der erste Seefahrer, der die Insel sichtete (siehe dazu Geschichte Islands), jedoch der erste, der das Land um 875 systematisch suchte und erforschte. Er umschiffte die Insel als erster, er erreichte Land bei Skjálfandi. Er stellte fest, dass es sich um eine große Insel handelt, und überwinterte im Norden in Húsavík, wo er eine Siedlung gründete. Er baute sich auch ein Haus. Der Insel gab er den Namen Garðarsholmur, also Garðars Holm.